# Ronnal Campos
Ronnal Campos (Ibarra, Ecuador, 31 de marzo de 1986) es un futbolista ecuatoriano que juega de delantero en el CD AAMPETRA de la Segunda Categoría de Ecuador., es hermano del defensa mundialista Jairo Campos.

## Clubes
| Club              | País    | Año       |
| ----------------- | ------- | --------- |
| El Nacional       | Ecuador | 2002-2005 |
| Ibarra FC         | Ecuador | 2005      |
| Deportivo Azogues | Ecuador | 2006      |
| Liga de Loja      | Ecuador | 2007      |
| El Nacional       | Ecuador | 2008-2010 |
| Emelec            | Ecuador | 2011-2012 |
| Macará            | Ecuador | 2013-2014 |
| Deportivo Quito   | Ecuador | 2015-     |

|Cumbayá FC
|Ecuador
|2019-presente
|
|CD. AAMPETRA
|Ecuador
|2020-2021presente
|((New Vision School))
|2023-...

## Palmarés

### Campeonatos nacionales
| Título                 | Club        | País    | Año  |
| ---------------------- | ----------- | ------- | ---- |
| Campeonato Ecuatoriano | El Nacional | Ecuador | 2005 |